# Écoagriculture
 (janvier 2013).
Si vous disposez d'ouvrages ou d'articles de référence ou si vous connaissez des sites web de qualité traitant du thème abordé ici, merci de compléter l'article en donnant les références utiles à sa vérifiabilité et en les liant à la section « Notes et références ».
Ne doit pas être confondu avec Agroécologie.
L'écoagriculture est une conception de l'agriculture qui considère l'exploitation agricole comme un écosystème intégrant les cultures proprement dites, mais aussi d'autres êtres vivants en interaction avec elles : insectes, prédateurs, et les agriculteurs eux-mêmes.
Ce concept a toutefois fait l'objet d'autres définitions, ayant en commun une préoccupation affichée pour la protection de l'environnement, notamment « la conservation des ressources naturelles ».

## Histoire
Le terme « écoagriculture » a été créé en 1970 par Charles Walter (en), un économiste américain spécialiste de l'économie des matières premières, éditeur et créateur du magazine Acres Magazine. Le but du concept d'écoagriculture était d'unifier les aspects écologiques et économiques de l'agriculture, avec l'idée que si l'agriculture n'est pas écologique elle ne peut pas être économique. Cette idée devint d'ailleurs le slogan du magazine: « Pour être économique, l'agriculture doit être écologique » (« To be economical agriculture must be ecological »).
Le terme d'écoagriculture a été réutilisé à partir de 2001, dans une étude réalisée par Sara Scherr et Jeffrey McNeely, publiée conjointement par l'IUCN et par la fondation Future Harvest, créée à l'initiative du CGIAR. L'étude a ensuite été approfondie et publiée sous forme de livre en 2003. Cette étude met en avant l'influence dominante de l'agriculture sur les espèces sauvages et leurs habitats au niveau mondial et identifie des exemples de pratiques et de stratégies d'usage des terres qui peuvent être bénéfiques à la fois à l'agriculture et aux espèces sauvages. L'ONG EcoAgriculture Partners a ensuite été créée en 2004 par les auteurs de l'étude. Un second livre a été publié en 2009.

## Objectifs
Le but de l’écoagriculture est de concilier les objectifs de production alimentaire (dans un contexte d'augmentation de la demande alimentaire) avec les objectifs de préservation de la biodiversité, simultanément et dans les mêmes lieux. Elle considère que ces deux objectifs ne sont pas incompatibles, notamment en raison du rôle que la biodiversité joue, à l’échelle du paysage, pour la production agricole et les services écosystémiques, et de la présence de l'essentiel de la biodiversité mondiale dans les paysages agricoles. Elle s’oppose ainsi à l’approche land sparing. L’écoagriculture considère les agriculteurs non seulement comme des producteurs mais également comme des gestionnaires de l’environnement.
Elle insiste particulièrement sur la prise en compte de l’échelle paysage, qui se caractérise par une mosaïque d’espaces cultivés et sauvages. Selon ses partisans, la composition et la configuration du paysage déterminent les bénéfices que l’agriculture tire de la biodiversité et ses conséquences, négatives ou positives, sur les écosystèmes sauvages.
Afin d'atteindre son objectif, l'écoagriculture doit éviter autant que possible les rejets polluants (pesticides, fertilisants mais aussi rejets naturels), et atteindre un rendement agricole suffisant pour éviter la déforestation et les pertes de biodiversité qui en découlent.
L'écoagriculture est à la fois une stratégie de préservation et de développement rural. Elle considère que les agriculteurs et les communautés rurales sont les éléments clés du fonctionnement des écosystèmes et souhaite leur permettre de jouer ce rôle efficacement. L'écoagriculture applique une approche écosystémique intégrée aux paysages agricoles, combinée à divers éléments des systèmes de production et de conservation, pour atteindre trois objectifs : conserver la biodiversité, augmenter la production agricole et améliorer les conditions de vie. L'atteinte de ces buts requiert habituellement la collaboration ou la coordination de différentes parties prenantes, collectivement responsables pour gérer les éléments clés du paysage.

## Approches en Chine
En Chine, les termes d'écoagriculture ou d'agriculture écologique sont utilisés depuis la fin des années 1970, indépendamment des travaux de Charles Walter, et désignent « un système d’agriculture intégrée qui intègre la production agricole, le développement de l’économie rurale, l’amélioration et la protection de l’environnement et encourageant l’utilisation efficace et collective des ressources ». Son objectif est de parvenir à la coordination la plus efficace possible entre les aspects sociaux, économiques et écologiques de la production agricole. Ses principales approches comprennent l’organisation écologique du paysage (optimisation de l'organisation spatiale des différentes productions agricoles et des espaces forestiers), l’organisation des flux au niveau de l’écosystème (optimisation du fonctionnement écosystémique à travers des approches d'éco-ingénierie) et la prise en compte de l’importance de la biodiversité.
Au niveau légal, elle est correspond partiellement aux « standards pour l'évaluation de l'éco-agriculture » mis en place en 1994 par le ministère de l'agriculture chinois.
Parmi les modèles de production issus de l'écoagriculture chinoise, se trouvent les associations entre élevage porcin, méthaniseur et production végétale (légumes sous serre, arbres fruitiers ou riz) élevage piscicole, qui permettent de profiter des synergies entre les différentes productions (alimentation du méthaniseur avec les déjections porcines, chauffage de la serre au biogaz, fertilisation ou alimentation des poissons avec les résidus de méthanisation, augmentation de la teneur en CO2 de la serre par combustion du méthane et respiration des cochons).

## Critiques
L'écoagriculture, au sens de McNeely et Scherr, a été critiquée par l'agronome américano-chilien, et promoteur de l'agroécologie, Miguel Altieri qui lui reproche de ne pas prendre suffisamment en compte les aspects de justice sociale liés à la production agricole dans les pays du Sud (souveraineté alimentaire, vulnérabilité économique des petits producteurs, problèmes d’accès à la terre) et les rôles de la pauvreté et des inégalités dans la crise alimentaire. Il critique principalement le fait de considérer les biotechnologies et les grandes plantations comme des solutions à la crise alimentaire. Il lui reproche également de ne pas suffisamment prendre en compte l'importance de la biodiversité agricole et son importance pour la production agricole.
Dans une revue du livre de McNeely et Scherr (2003), Charles Geisler se félicite de la prise en compte de la biodiversité présente dans les agrosystèmes par l'écoagriculture et fait le lien entre celle-ci et l'agroécologie. Néanmoins, il critique les thèses du livre sur la question de l'accès à la terre et de la réforme agraire. Il reproche à McNeely et Scherr de considérer que la croissance de la population est responsable du fractionnement des exploitations agricoles au Sud (moins de 0,3 ha en moyenne) et du faible niveau de productivité agricole qui en résulte. Selon Geisler, les inégalités sont la principale raison de la faible taille des exploitations dans les systèmes latifundistes, et la redistribution des terres permettrait d'augmenter le niveau de productivité agricole.
L'ONG EcoAgriculture Partners a également fait l'objet de critiques en raison des risques de « greenwashing » induits par la forte proximité en son sein entre l’IUCN, la fondation Future Harvest et des entreprises du secteur de l’agrochimie et de l’agrobusiness (CropLife International, Bayer CropScience AG, Syngenta Foundation for Sustainable Agriculture), ainsi qu’en raison de précédentes dissensions entre le CGIAR (à l'origine de Future Harvest) et des ONG environnementales, notamment autour de la question des OGM.